# Thorelliola mahunkai
Thorelliola mahunkai là một loài nhện trong họ Salticidae.
Loài này thuộc chi Thorelliola. Thorelliola mahunkai được Szüts miêu tả năm 2002.